# Super liga Srbije (2013/2014)
Sezon 2013/14 Super liga Srbije – 8. edycja rozgrywek serbskiej Super ligi w piłce nożnej, najwyższej piłkarskiej klasy rozgrywkowej w Serbii.
Rozgrywki toczyły się w jednej grupie i występowało w nich 16 drużyn. Po zakończeniu sezonu mistrz zapewnił sobie start w eliminacjach do Ligi Mistrzów, a wicemistrz i 3. drużyna oraz zwycięzca Pucharu Serbii zagrają w eliminacjach do Ligi Europy UEFA. Dwie ostatnie drużyny spadły do Prva ligi, a drużyna z 14. miejsca w tabeli zagra w barażu o pozostanie w Super lidze z 3. drużyną Prva ligi.
Sezon rozpoczął się 10 sierpnia 2013, a zakończył 28 maja 2014. Tytuł zdobyła drużyna FK Crvena zvezda Belgrad. Tytuł króla strzelców zdobył Dragan Mrđa (FK Crvena zvezda Belgrad), który strzelił 19 goli.

## Super liga Srbije

### Drużyny
W Super liga Srbije w sezonie 2013/14 występowało 16 drużyn.
| Drużyna                                          | Miasto               | Sezon 2012/13 | Uwagi                                                                                         |
| Drużyny, które występowały w Super liga 2012/13: |                      |               |                                                                                               |
| FK Partizan                                      | Belgrad-Savski Venac | 1 miejsce     |                                                                                               |
| FK Crvena zvezda Belgrad                         | Belgrad-Savski Venac | 2 miejsce     |                                                                                               |
| FK Vojvodina Nowy Sad                            | Nowy Sad             | 3 miejsce     |                                                                                               |
| FK Jagodina                                      | Jagodina             | 4 miejsce     |                                                                                               |
| FK Sloboda Užice                                 | Užice                | 5 miejsce     |                                                                                               |
| OFK Beograd                                      | Belgrad-Palilula     | 6 miejsce     |                                                                                               |
| FK Rad                                           | Belgrad-Savski Venac | 7 miejsce     |                                                                                               |
| FK Spartak Subotica                              | Subotica             | 9 miejsce     | przed sezonem klub powrócił do nazwy FK Spartak Subotica (wcześniej FK Spartak Zlatibor Voda) |
| FK Javor Ivanjica                                | Ivanjica             | 10 miejsce    |                                                                                               |
| FK Donji Srem                                    | Pećinci              | 11 miejsce    |                                                                                               |
| Radnički Nisz                                    | Nisz                 | 12 miejsce    |                                                                                               |
| FK Radnički 1923 Kragujevac                      | Kragujevac           | 13 miejsce    |                                                                                               |
| FK Novi Pazar                                    | Novi Pazar           | 14 miejsce    |                                                                                               |
| Drużyny, które awansowały z Prva ligi 2012/13:   |                      |               |                                                                                               |
| FK Napredak Kruševac                             | Kruševac             | 1 miejsce     |                                                                                               |
| FK Čukarički Belgrad                             | Belgrad-Czukarica    | 2 miejsce     |                                                                                               |
| FK Voždovac                                      | Belgrad-Voždovac     | 3 miejsce     | * zajął miejsce FK Hajduk Kula                                                                |

 * Przed sezonem FK Hajduk Kula (8 miejsce w Super lidze) nie otrzymał licencji na grę w Super lidze w sezonie 2013/14 (drużyna została rozwiązana), w jego miejsce do Super ligi awansował z 3. miejsca FK Voždovac.

### Tabela
| Poz. | Klub                        | M  | Pkt. | Mecze | Mecze | Mecze | Bramki | Bramki |
| Poz. | Klub                        | M  | Pkt. | zwy.  | rem.  | por.  | zdob.  | stra.  |
| ---- | --------------------------- | -- | ---- | ----- | ----- | ----- | ------ | ------ |
| 1    | FK Crvena zvezda Belgrad*   | 30 | 72   | 23    | 3     | 4     | 66     | 27     |
| 2    | FK Partizan                 | 30 | 71   | 22    | 5     | 3     | 64     | 20     |
| 3    | FK Jagodina                 | 30 | 48   | 13    | 9     | 8     | 40     | 30     |
| 4    | FK Vojvodina Nowy Sad       | 30 | 45   | 11    | 12    | 7     | 38     | 32     |
| 5    | FK Čukarički Belgrad        | 30 | 44   | 12    | 8     | 10    | 30     | 31     |
| 6    | Radnički Nisz               | 30 | 43   | 10    | 13    | 7     | 28     | 22     |
| 7    | FK Voždovac                 | 30 | 42   | 12    | 6     | 12    | 34     | 35     |
| 8    | FK Novi Pazar               | 30 | 39   | 11    | 6     | 13    | 32     | 34     |
| 9    | FK Napredak Kruševac        | 30 | 35   | 9     | 8     | 13    | 42     | 44     |
| 10   | FK Spartak Subotica         | 30 | 34   | 8     | 10    | 12    | 24     | 37     |
| 11   | OFK Beograd                 | 30 | 33   | 10    | 3     | 17    | 31     | 43     |
| 12   | FK Donji Srem               | 30 | 32   | 7     | 11    | 12    | 29     | 40     |
| 13   | FK Radnički 1923 Kragujevac | 30 | 32   | 7     | 11    | 12    | 30     | 49     |
| 14   | FK Rad                      | 30 | 29   | 8     | 5     | 17    | 19     | 37     |
| 15   | FK Javor Ivanjica           | 30 | 29   | 6     | 11    | 13    | 29     | 38     |
| 16   | FK Sloboda Užice            | 30 | 28   | 7     | 7     | 16    | 21     | 38     |

| Legenda:                          |
| eliminacje do Ligi Mistrzów       |
| eliminacje do Ligi Europy UEFA    |
| baraże o pozostanie w Super lidze |
| spadek do Prva ligi               |

- FK Partizan start w eliminacjach do Ligi Mistrzów 2014/15.
- FK Jagodina, FK Vojvodina Nowy Sad (zwycięzca Pucharu Serbii) i FK Čukarički Belgrad start w eliminacjach do Ligi Europy UEFA 2014/15.
- FK Rad wygrał swoje mecze barażowe i pozostał w Super lidze 2014/15.
- FK Sloboda Užice i FK Javor Ivanjica spadły do Prva ligi 2014/15.

 * FK Crvena zvezda Belgrad po zakończeniu rozgrywek został wykluczony z gry w Lidze Mistrzów 2014/15 przez UEFA, dzięki czemu w eliminacjach do Ligi Mistrzów zagrał FK Partizan.

## Baraż o pozostanie w Super lidze
|         | Data            | Drużyna 1.                  | Drużyna 2.                  | Wynik   |
| 1. mecz | 1 czerwca 2014  | FK Metalac Gornji Milanovac | FK Rad                      | 0:0     |
| Rewanż  | 12 czerwca 2014 | FK Rad                      | FK Metalac Gornji Milanovac | 3:0 vo* |

 * Początkowo rewanżowy mecz barażowy rozegrano 4 czerwca, ale mecz został przerwany w 49 minucie przy stanie 1:0 dla drużyny FK Rad. W nowym terminie 12 czerwca mecz miał być powtórzony, ale drużyna FK Metalac Gornji Milanovac nie stawiła się na mecz, dlatego wynik meczu rewanżowego został zweryfikowany przez Fudbalski savez Srbije jako walkower dla drużyny FK Rad. 
- FK Rad wygrał mecze barażowe i pozostał w Super liga Srbije.
- FK Metalac Gornji Milanovac przegrał mecze barażowe i pozostał w Prva liga Srbije.